# National Nuclear Security Administration
Die englisch National Nuclear Security Administration (NNSA) ‚Nationale Verwaltung für Nukleare Sicherheit‘ ist eine teilautonome Abteilung des englisch Department of Energy (DOE) ‚Energieministerium der Vereinigten Staaten‘.

## Mission
Die NNSA befasst sich mit der Erhöhung der äußeren Sicherheit durch militärische Nutzung der Kernenergie. Der Organisation obliegt in diesem Rahmen die Verwaltung, Sicherheit, Zuverlässigkeit und Leistungsfähigkeit des U.S. Kernwaffenarsenals, einschließlich der Entwicklung, Produktion und Erprobung der Kernsprengköpfe zusammen mit dem englisch Department of Defense (DOD) ‚Verteidigungsministerium der Vereinigten Staaten‘.

## Unterorganisationen
Der NNSA gehören die folgenden Organisationen an:
- Offices of Defense Programs;
- Office of Defense Nuclear Nonproliferation (DNN);
- Naval Reactors und verschiedenen Forschungseinrichtungen „Naval Nuclear Laboratories“ z. B. Bettis oder Knolls.

Weitere Divisionen (viz. Offices) sind z. B. das Office of Secure Transportation (OST), dem „Amt für sicheren Transport“. OST ist für den sicheren Transport von Atomwaffen, deren Komponenten und sogenanntem special nuclear material (in erster Linie Uran und Plutonium) zuständig und nimmt auch an anderen Missionen zur Unterstützung der nationalen Sicherheit teil. Seit 1974 ist die OST auch verantwortlich für die Entwicklung, Durchführung und Verwaltung eines Systems zum sicheren Transport aller speziellen Nuklearmaterialien von „strategischer“ oder „signifikanter“ Menge, welche Eigentum der Regierung sind oder sich unter Kontrolle des Energieministeriums bzw. der NNSA befinden. Transporte derartigen Materials werden mit besonderer Ausrüstung vorgenommen und von bewaffnetem Bundespersonal begleitet.

## Aufgaben
- Verwaltung und Aufrechterhaltung des U.S. Atomwaffenarsenals (Stockpile Stewardship Program (SSP)), dies inkludiert auch die Produktion/Entsorgung von Kernwaffen, sowie laufende Forschung & Entwicklungstätigkeiten durch die Waffenlabore unter Einhaltung der vielen Testmoratorien und Abrüstungsverträge wie z. B. dem Atomwaffensperrvertrag und speziell dem Kernwaffenteststopp-Vertrag;
- die Unterstützung bei Forschung, Entwicklung und Erprobung von Nuklearantrieben für Atom-U-Booten der US-Marine; diese Systeme gelten als Waffenträgersysteme;
- die Unterstützung der Nichtverbreitung von Massenvernichtungswaffen und der nuklearen Sicherheit;
- die Unterstützung der führenden Rolle der USA in Wissenschaft und Technologie.

## Geschichte

### Gründung
Die NNSA ist die direkte Nachfolgeorganisation der Interim-Organisation Energy Research and Development Administration (ERDA), welche von 1975 bis 1977 aktiv war und ihrerseits der Nachfolger von der großen U.S. Atomic Energy Commission (AEC) war. Im Zuge der Gründung der ERDA wurde auch die U.S. Nuclear Regulatory Commission (NRC) gegründet. Die Letztere ist die Atomaufsichtsbehörde der USA.
Offiziell wurde die NNSA in dem Jahr 2000 durch den National Nuclear Security Administration Act aktiviert. Sie steht im Gesetz United States Code (U.S.C.) 50, Chapter 41, National Nuclear Security Administration.

### Kündigung von Mitarbeitern 2025
Am 13. Februar 2025, dem 44. Tag der Zweiten Präsidentschaft von Donald Trump wurden im Zuge von Kostensenkungen  betrieben durch Elon Musk (DOGE) rund 300 Mitarbeiter der NNSA gekündigt. Am Folgetag wurde begonnen, Kündigungen wieder rückgängig gemacht, nachdem erkannt worden ist, dass NNSA auch für die Sicherheit der Atomwaffen sorgen.

## Aktivitäten
Seit dem Ende der Sowjetunion und dem Ende des aktiven Testen von Kernwaffen, hat die NNSA zur Aufgabe, das Atomwaffenarsenal der USA zu unterhalten, zu modernisieren und auch Waffen zu entsorgen. Kernsprengköpfe sind im Durchschnitt älter als 25 Jahre. Laufende Aktivitäten sind z. B.:
- Lebensverlängerungsprogramme: B61-12 Fallbombe und der W80-4 Sprengkopf für Marschflugkörper;
- Modifikationen: Reduktion von Fehlern; Verbesserung der Sicherheit von z. B. W87-1 usw.;
- Änderungen: Materialtausch, Teiletausch z. B. des Sprengkopf W88 Alt 370;
- Beschaffung von Kernsprengköpfen: Aus dem aktuellen Stock oder neue Waffen, z. B. die W93.

Historisch gab es auch einige andere Programme, z. B. das Reliable Replacement Warhead (RRW), viz. W88.
Bei all diesen Aufgaben geht es heutzutage darum,
- Gealterte Materialien (z. B. Plutonium) zu überprüfen und falls notwendig zu ersetzen;
- Bauteile und Systemgruppen (Subsystem) zu tauschen oder ersetzen;
- Die Sprengköpfe ohne explosiven Test auf Tauglichkeit, Verlässlichkeit, nach Spezifikationen, und für den Einsatz zu verifizieren und zu qualifizieren im Rahmen der o. g. Teststopp-Verträge.

## Übergreifende Aktivitäten
Die NNSA betreibt außerdem zusammen mit dem DOE und dem LLNL im Rahmen des Advanced Simulation and Computing Program (ASC) ein Programm zur Simulation und Verifikation der Technik der Kernwaffen, der Effekte, der Tests und anderer Zusammenhänge. Ein weiteres Programm ist seit 1974 das National Energy Research Scientific Computing Center (NERSC).
Um die komplexen Probleme zu lösen, kommen bereits seit den 1950er Jahren Rechenmaschinen (bspw. MANIAC, IBM 704, IBM 7090, IBM Roadrunner, Crossroads) oder heutzutage Supercomputer zum Einsatz. Die meisten dieser Maschinen sind so leistungsstark, dass sie in der TOP500-Liste aufgezählt werden.

## Nuclear Security Enterprise (NSE)
Zur NNSA gehören alle Labore, Nuklearanlagen und Testgelände, welche die Organisation von ihren Vorgängerorganisationen vererbt bekam. Heutzutage gehören zum sog. englisch Nuclear Security Enterprise (NSE) die folgenden Organisationen.

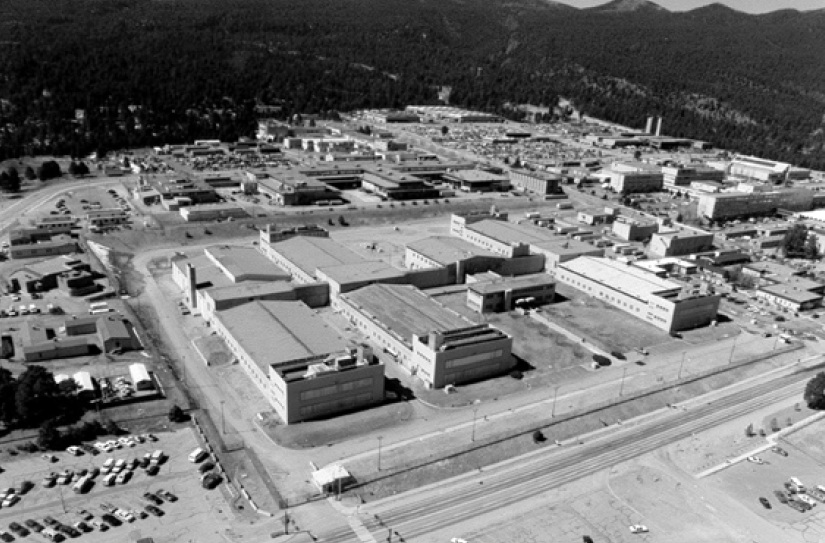
Luftbild aus dem Jahr 1952 des Chemistry and Metallurgy Research (CMR), einem Plutoniumlabor von Los Alamos auf der Technical Area 3 (TA-3)

Die drei Hauptlabore für die Forschung und Entwicklung von Kernwaffen sind:
- Los Alamos National Laboratory (LANL), New Mexico, früher Los Alamos Scientific Laboratory (LASL), ex. Manhattan Engineer District (MED) alias Manhattan-Project, auch bekannt als Site Y u. a.; Los Alamos entwickelte in seiner Geschichte 46 von 63 Kernwaffen für die USA;
- Das „2. Labor“, Lawrence Livermore National Laboratory (LLNL), gegründet von Ed Teller, früher auch bekannt als Lawrence Radiation Laboratory (LRL) in Livermore;
- Sandia National Laboratory (SNL), das „nichtnukleare“ Labor des NSE, welches auf die Technik und das (nichtexplosive) Testen der Kernwaffen und Bauteile spezialisiert ist;

Weiterhin gehören zum NSE:
- der Kansas City National Security Campus, KCNSC; früher auch Kansas City Plant in Kansas City, Missouri; früher auch der Bannister Federal Complex, welcher für die Produktion von nichtnuklearen Geräten und Teilen zuständig ist, d. h. als Zulieferer für Pantex (s. u.);
- der Y-12 National Security Complex (kurz: Y-12) nahe Oak Ridge, Tennessee, d. h. dem Oak Ridge National Laboratory (ORNL);
- die Produktionsanlagen der Savannah River Site (SRS) bei Aiken, South Carolina;
- Pantex bei Amarillo (Texas), die Endmontage oder Demontage der Kernwaffen. Beispielsweise wurde die Megatonnenbombe B53 dank Pantex vollständig entsorgt. Sie war die stärkste thermonukleare Waffe, die das US Militär jemals im Betrieb hatte.

Hinweise:
- Einige der Labore wurden früher verwaltet von der University of California (UC);
- Die Labore haben Zug um Zug den „National Laboratory“ Status erhalten;
- Die Labore und Einrichtungen wurden von verschiedenen Betreibern (auch kommerziellen Unternehmen) im Regierungsauftrag betrieben; dies ist auch heute noch so bei einigen Einrichtungen, bspw. wird Sandia von Honeywell gemanagt;
- Einige der o. g. Labore betreiben auch zivile Forschung und Entwicklung, man spricht von einer Doppelnutzung.

## Historische Anlagen
Es gibt eine Vielzahl historischer Anlagen, die bereits deaktiviert, abgebaut oder konvertiert wurden. Dazu zählen z. B. der Rocky Flats Plant (RFP) oder Hanford Site oder Mound Laboratories in Miamisburg, Ohio usw. Einige der Anlagen werden vom DOE selbst verwaltet unter dem Legacy Management Programm.

## Testgelände
Am 16. Juli 1945 testete die USA erstmals in der Geschichte eine (Plutonium-basierte) Atombombe unter dem Namen Trinity. Insgesamt hat die USA über 1.149 Tests mit verschiedenen Schwerpunkten wie z. B. zur Erprobung der Kernwaffentechnik, der Sicherheit, den Effekten usw. durchgeführt.

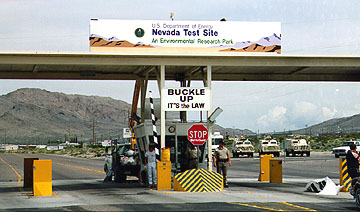
Sicherheitstor zur Nevada Test Site (NTS). „Schnallen Sie sich an, es ist das Gesetz.“

Nachdem durch mehrere Verträge atmosphärische Tests gestoppt wurden, etablierte die damalige AEC die Nevada Test Site (NTS) für Tests unter der Erde. Auch Großbritannien hat auf dem NTS-Gelände seine eigenen Kernwaffen getestet im Rahmen der „Special Relationship“ bzw. genauer des Mutual Defence Agreement (MDA) von 1958.
NTS ist heute die Nevada National Security Site (NNSS). Frühere Testgebiete, z. B. die Marshallinseln im Pazifik wurden deaktiviert.
Als Testgelände für Trägersystem-nahe Tests (z. B. Bomber, Flugzeuge, Bombenabwurf) dient eine große Fläche, die Tonopah Test Range (TTR), in Nevada. Weiterhin ist die Kirtland Air Force Base (Kirtland AFB) und die White Sands Missile Range (WSMR) bzw. White Sands Test Center (WSTC) für Tests aktiv. Die Testgelände sind geographisch um die Area 51 herum gelegen. Das größte nichtnukleare Testfeld in der Gegend ist die Nellis Air Force Range (Nellis AFB).
Alle Testgelände sind Sperrgebiet und Hochsicherheitszonen. Dies gilt natürlich auch für die Labore und Anlagen, welche mit Spaltmaterial arbeiten, z. B. Los Alamos, Livermore oder Pantex.